# Bob Grumman

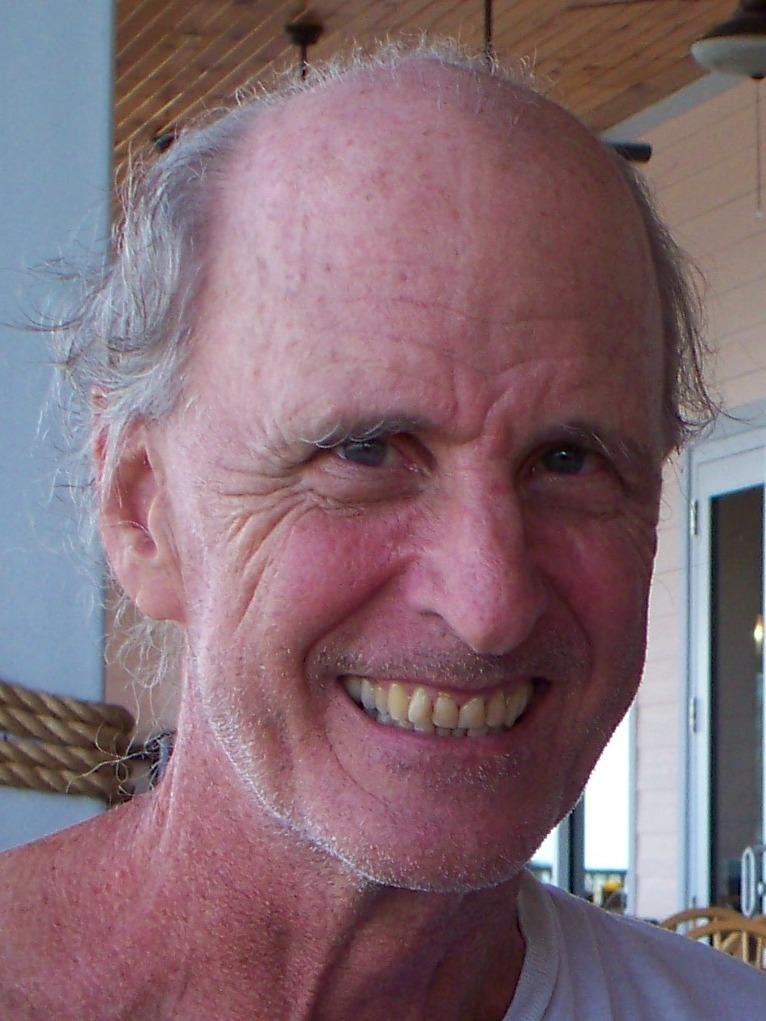
Bob Grumman

Bob Grumman (* 2. Februar 1941 in Norwalk (Connecticut); † 2. April 2015 in Port Charlotte, Florida) war ein US-amerikanischer mathematischer Dichter und Kritiker von Otherstream poetry. Von 1987 bis 1992 war Grumman Kolumnist für Factsheet Five; ab 1993 schrieb er eine regelmäßige Kolumne für die Small Press Review. Ab 1985 nahm er an internationaler Mail Art teil. Seine Werke sind in einigen Museen ausgestellt bzw. lagern in einigen Archiven, die sich konkreter und visueller Dichtung widmen. Beachtung schenkten seinem Werk u. a. Meat Epoch, Factsheet Five und Taproot Reviews.

## Biographie
Geboren in Norwalk, Connecticut, lebte er etwa 15 Jahre lang in North Hollywood, Kalifornien, bevor er nach Port Charlotte, Florida, zog. Er erwarb einen Associate of Arts-Abschluss am San Fernando Valley Junior College (1979) und einen Bachelor of Arts in Englisch an der California State University, Northridge (1982). Von 1960 bis 1964 diente er in der U.S. Air Force als Sanitäter während des Vietnamkriegs und war Mitglied des USAF Tennis Teams. Von 1971 bis 1976 arbeitete er bei Datagraphic Computer Services in North Hollywood, zunächst als Lieferjunge und später als Computerspezialist. Ab Ende 1994 arbeitete er 14 Jahre lang als Aushilfslehrer, hauptsächlich an der Charlotte High School. Im Jahr 2008 ging er in den Ruhestand.

## Werk
Grummans erstes Buch, Poemns, wurde 1966 publiziert. Danach veröffentlichte er mehrere Bücher mit visueller Poesie, bevor er sich der mathematischen Poesie zuwandte. Grumman beschreibt mathematische Poesie als „Poesie, die Mathematik betreibt, anstatt sie nur zu diskutieren (oder mathematische Algorithmen zur Auswahl ihres Inhalts zu verwenden, wie in der Oulipo-Bewegung)“ Grummans eigene „mathemaku“ sind von der Haiku-Form beeinflusst. Viele von ihnen „untersuchen die Ergebnisse der langen Division solcher Größen wie der tatsächlichen Farbe Blau durch solche Größen wie die Wörterbuchdefinition von ‚Blau‘“, aber einige wenige verwenden andere mathematische Operationen.
In seinen Essays versucht Grumman, avantgardistische und insbesondere minimalistische Praktiken in der Poesie zu fördern und zu unterstützen. Sein Essay „MNMLST poetry: Unacclaimed but flourishing“ untersuchte die Feinheiten in sehr komprimierten Gedichten wie Aram Saroyans Ein-Wort-Werken und unterteilt minimalistische Poesie in zwei Hauptkategorien, den ‚infra-verbalen‘ Minimalismus und den ‚pluraesthetischen‘ Minimalismus. Ersterer beinhaltet spaltende, fusionierende und mutierende verbale Techniken. Die zweite Kategorie umfasst visuelle, mathematische und Lautgedichte.

## Berufliche Tätigkeiten
- Kolumnist für Lost and Found Times, 1994 bis 2005
- Mitwirkender Redakteur für Small Press Review, 1993 bis 2015
- Mitwirkender Redakteur für Poetic Briefs, 1992 bis 1997
- Kolumnist für Factsheet Five, 1987 bis 1992
- Herausgeber von The Runaway Spoon Press, 1983 bis 2015
- Mitherausgeberin von zwei Anthologien, Vizpo auf Deutsch (1995) und Writing to be Seen (2001), zusammen mit Crag Hill
- Mitglied des National Book Critics Circle und der National Coalition of Independent Scholars

## Repräsentative Ausstellungen
- IV Bienal Internacional de Poesia VisuaVExperimental, 1993 Monterrey, Mexiko
- Paradise Mail Art Ausstellung, Belfast, Nordirland, ca. 1995
- V Bienal Internacional de Poesia VisuaVExperimental, 1996, Mexiko-Stadt
- Visuelle Poesie, Berlin, 1997
- VI Bienal Internacional de Poesia Experimental, 1999, Mexiko-Stadt
- 02txt, Kunstakademie von Cincinnati, Cincinnati, Ohio, 2002
- An American Avant Garde: Second Wave, Ohio State University Libraries, Columbus, Ohio, 2002
- Writing To Be Seen, New Yorker Zentrum für Buchkunst, 2002
- Andere in Edmonton; Beacon, New York; Port Charlotte, Florida; Miami; Australien

## Publikationsnachweise
- Score, Kaldron, Lost & Found Times, Modern Haiku, The Experioddicist, Transmog, Meat Epoch, Industrial Sabotage, The Subtle Journal of Raw Coinage, Juxta, The New Orleans Review, Kalligram (Budapest, 2000), Das Haupt (Kiel, Deutschland, 1995), Freie Zeit Art (Wien, 1992), Sub Bild (Heidelberg, 1991), und zahlreiche andere Zines und Magazine. Außerdem Gedichte (Mathemaku) und ein kritischer Essay (über zeitgenössische minimalistische Poesie) online auf Karl Youngs light&dust-Website sowie drei Einträge in The Facts on File Companion to 20th-Century American Poetry (2005).

### Publikationen
- Poemns (visuelle Haiku), privat gedruckt, 1966; nachgedruckt von Runaway Spoon Press, 1997.
- Preliminary Rough Draft of a Total Psychology (theoretische Psychologie), privat veröffentlicht, 1967.
- A Strayngebook (Kinderbuch), Score Publications, 1987.
- An April Poem (visuelle Poesie), Runaway Spoon Press, 1989.
- Spring Poem No. 3,719,242 (Visuelle Poesie), Runaway Spoon Press, 1990.
- Of Manywhere-at-Once, Bd. 1 (Memoiren/Kritik), Runaway Spoon Press, 1990; 2. Auflage, 1991; 3. Auflage, 1998.
- Mathemaku 1-5 (mathematische Poesie), Tel-Let, 1992.
- Barbaric Bart Meets Batperson and Her Indian Companion Taco (Theaterstück), Stage Whisper, 1992.
- Barbaric Bart Visits God (Theaterstück), Abscond Press, 1993.
- Rabbit Stew (Theaterstück), Hairy Labs Publishing Company, 1994.
- Mathemaku 6-12 (mathematische Poesie), Tel-Let, 1994.
- Of Poem (textuelle Poesie), dbqp press, 1995.
- Herausgeber (mit Crag Hill) Vispo auf Deutsch, Score Publications/Runaway Spoon Press, 1995.
- Mathemaku 13-19 (mathematische Poesie), Tel-Let, 1996.
- min. kolt., matemakuk, Budapest: Kalligram, 2000.
- „Xerolage 30“, La Farge, Wisconsin: Xexoxial Editions, 2001.
- Herausgeber (mit Crag Hill) Writing to Be Seen, Bd. 1, Light & Dust, 2001.
- Writing to be seen: an anthology of later 20th century visio-textual art, Runaway Spoon Press and Score Publications, 2001.
- Doing Long Division in Color, Port Charlote, Florida: Runaway Spoon Press, 2001.
- Mathemaku 20-24, Tel-let, 2003.
- Cryptographiku 1-5, Tel-let, 2003.
- Excerpts from Poem's Search for Meaning, Sticks Press, 2004.
- Bob Grumman's Greatest Hits 1966-2005, Pudding House, 2004.
- Shakespeare & the Rigidniks: A Study of Cerebral Dysfunction, Runaway Spoon Press, 2006.
- From Haiku to Lyriku, Runaway Spoon Press, 2007.
- April to the Power of the Quantity Pythagoras Times Now: Eine Auswahl von Mathemaku, Otoliths, 2008.
- Poem, Demerging, Phrygian Press, 2010.
- This is visual poetry, chapbookpublisher, 2010.
- A Preliminary Taxonomy of Poetry, Runaway Spoon Press, 2011.